# Borowo (Sopieszyno)
Borowo (kaszb. Bòròwò) – osada wsi Sopieszyno w Polsce, położona w województwie pomorskim, w powiecie wejherowskim, w gminie Wejherowo.
W latach 1975–1998 osada administracyjnie należała do województwa gdańskiego.
Osada położona jest nad jeziorem Borowo, w kompleksie leśnym Trójmiejskiego Parku Krajobrazowego. Prowadzi tędy również turystyczny  Szlak Wejherowski.